# 阁楼上的吾主博物馆
阁楼上的吾主博物馆（荷蘭語：Ons' Lieve Heer op Solder、英語：Our Lord in the Attic）是荷兰阿姆斯特丹市中心的一座博物馆，位于一座17世纪河畔民宅中。

## 历史
房子原本為信仰天主教的商人Jan Hartman（1619-1668）所購買作為自家住所，因為1578年荷蘭的新教徒趕走了天主教徒，原先天主教徒所集會的教堂，都變成新教徒集會場所，天主教徒無法在公開場合進行集會，從1661年到1663年，將建築物最上面三层改建成「秘密教会」（schuilkerk），供无法举行公共礼拜的天主教徒举行秘密礼拜之用。當時荷蘭當局知悉天主教徒的秘密集會，但採取容忍(tolerance)作為。當局圣尼各老堂(St. Nichola's church)於1887年开放之后，此处就关闭了。自1888年4月28日，此处改为罗马天主教博物馆 每年有85,000访客。
2005年博物館經修繕之後再度開幕，展示17世紀家居生活樣貌與閣樓上的教堂。博物館的入口、教育展間、紀念品中心、與咖啡休息地點等，則在博物館旁的另一棟建築內，和博物館僅隔一條小巷，由小巷下方的地底通道連接。

## 閣樓上的教堂

### 整修
今日閣樓上的教堂經2005年的修復，成為19世紀的樣貌，如木製的欄杆，都漆成卡普特红(caput mortuum)，地毯依記錄請英格蘭工匠重新以手工製作，燈具依照留下的照片等記錄複製，只是由電力取代過去的煤氣燈具。

### 祭壇
祭壇中有魯本斯(Peter Paul Rubens, 1577-1640)弟子 Jacob de Wit(1695-1754)製作的祭壇畫，內容為施洗約翰在聖靈顯示下為耶穌施洗。 Jacob de Wit是阿姆斯特丹人與也是一名天主教徒，生涯中至少為其他秘密教堂繪製超過20幅以上的祭壇畫。
本件祭壇兩側的大理石柱，實際上是手繪的。
面對祭壇的左側，有隱藏可拉出的講壇。

### 風琴
在祭壇的正對面有一組構建於1794年的風琴。

### 其他
祭壇後方的空間，有聖母的小禮拜堂(Lady Chapel)、告解室、聖器室等。

## 17世紀的住家
2005年完工的修復工作，將頂樓三層樓的教堂修復成19世紀教堂仍尚具有宗教功能之前。而房子的下半部，則是修復成為17世紀的荷蘭居家樣貌。

## 画廊

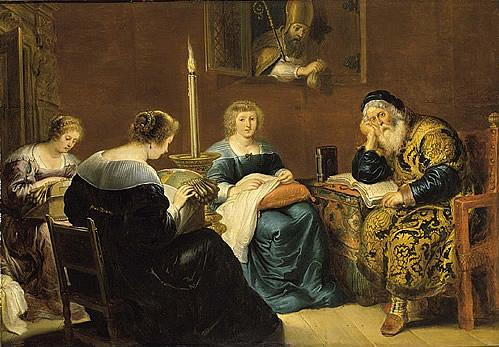
聖尼古拉
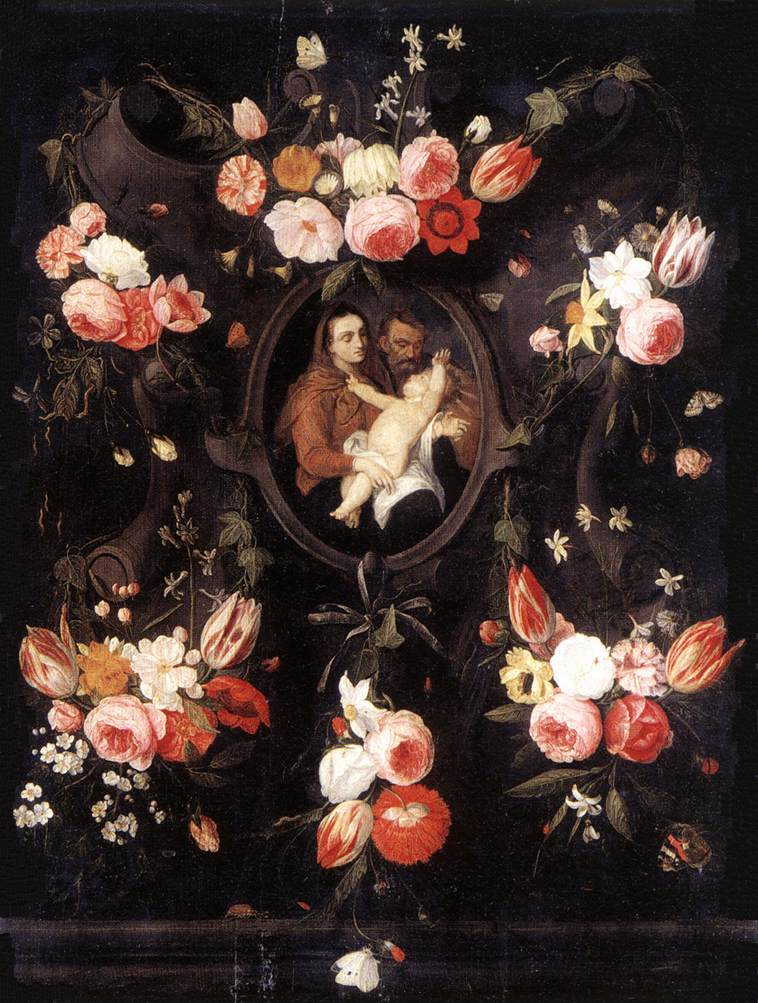
圣家
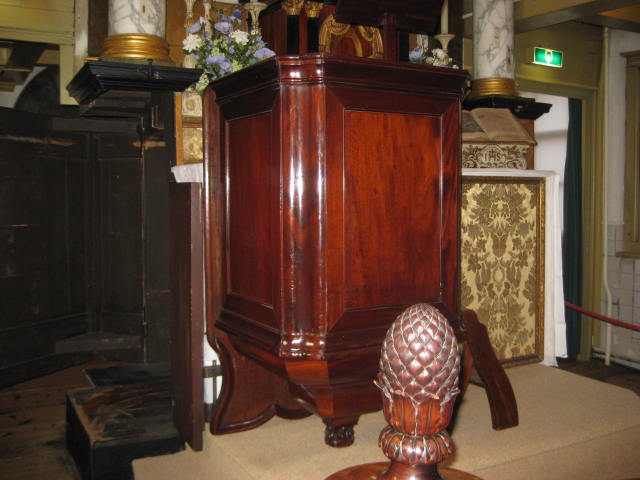
讲坛通常隐藏在神龛里
民宅